# Martin Frändesjö
Lars Gunnar Martin Frändesjö, född 18 juli 1971 i Partille, är en svensk expertkommentator och tidigare handbollsspelare och -tränare. 

## Spelarkarriär

### Klubblag
Han har spelat klubbhandboll i bland annat Redbergslids IK och Montpellier HB. 

### Landslaget
Frändesjö har deltagit i två olympiska spel, 1996 i Atlanta och 2000 i Sydney, då man båda gångerna tog silver. Han har även deltagit i fyra Europamästerskap som resulterade i fyra guld, och deltagit i fem världsmästerskap och tagit ett guld, två silver och ett brons. Han fick bragdguldet 1998 tillsammans med det svenska landslaget för EM-guldet i Italien samma år.

## Tränarkarriär
Hösten 2009 blev Martin Frändesjö huvudtränare för HF Kroppskultur Herr i Allsvenskan. Efter två säsonger förlängdes inte hans kontrakt, och han slutade i Kroppskultur i april 2011.

## Meriter
Klubblag
- Svensk mästare: 5 (1995, 1996, 1997, 1998 och 2003) med Redbergslids IK

Landslaget
- VM-guld: 1 (1999)
- EM-guld: 4 (1994, 1998, 2000, 2002)
- VM-silver: 2 (1997, 2001)
- OS-silver: 2 (1996, 2000)